# Eois scama
Eois scama är en fjärilsart som beskrevs av Paul Dognin 1899. Eois scama ingår i släktet Eois och familjen mätare. Inga underarter finns listade i Catalogue of Life.